# Tiê
Tiê Gasparinetti Biral (São Paulo, 17 de marzo de 1980) es una cantante y compositora brasileña.  Ha lanzado cuatro álbumes de estudio.

## Biografía
Nieta de la actriz Vida Alves, cursó relaciones públicas en la FAAP y estudió canto en Nueva York. Fue modelo de Ford Models y llegó a actuar en un comercial dirigido por Fernando Meirelles que fue premiado en Cannes. Fue dueña del Café Brechó, donde conoció al tecladista Dudu Tsuda (Jumbo Elektro) y al compositor Toquinho, con quien grabó su primera canción y viajó por Brasil y Europa en gira. En su primer álbum titulado Sweet Jardim, que contó con la colaboración solidaria de diversos artistas, como Toquinho, además de artistas de la escena independiente de São Paulo.

### Carrera
En 2007, Tiê grabó un EP con cuatro canciones con Dudu Tsuda, teclista de las bandas Jumbo Elektro, Cérebro Eletrônico y Trash Pour 4. Después pasó seis meses componiendo el resto de las canciones del disco. En marzo de 2009 con 28 años lanzó su primer disco "Sweet Jardim".  En él, Tiê muestra sus composiciones, canta y toca el piano y la guitarra en diez pistas de autoría propia, grabadas en vivo al estilo low-fi. Las composiciones son autobiográficas, delicadas y conquistas, como en "Pasarinho", que habla sobre su nombre, o en la emocionante "La Bailarina y el Astronauta".  La base de la mayoría de las canciones es la guitarra tocada por Tiê a la que suman efectos incidentales e intervenciones.  Otras traen la cantante al piano.  La canción titulada "Sweet Jardim", un folk-feliz, tiene las guitarras de Toquinho, y una pizca de David Bowie, Tom Waits, Nancy Sinatra, Ella Fitzgerald, Beatles o Doris Day.
El segundo álbum, "A Coruja e o Coração", lanzado en 2011 fue nominado a la categoría Revelación del Premio Multishow y tuvo conciertos en todo Brasil y en Nueva York, además de una gira por Europa, incluyendo presentaciones en Londres, París, Berlín  y Barcelona. El álbum reúne canciones de autor, duetos, versiones con arreglos más encorpados y nuevos elementos, como la presencia de batería y percusión en la mayoría de las canciones.
Su tercer álbum de estudio titulado "Esmeraldas" fue lanzado el 23 de septiembre de 2014. Tuvo como seña de identidad la canción "A noite", la décima pista del álbum. Esta canción forma parte de la banda sonora de la telenovela "I Love Paraisópolis" de la Red Globo de Televisión.